# جين باركمان (سباحة)
جين لويز باركمان (من مواليد 20 سبتمبر 1951)، والمعروفة أيضًا بلقب زوجها جين براون، هي سباحة أمريكية سابقة، وبطلة أولمبية مرتين، وحاملة الرقم القياسي العالمي السابق.

## حياتها المهنية
مثّلت جين باركمان الولايات المتحدة عندما كانت تبلغ من العمر 17 عامًا في دورة الألعاب الأولمبية الصيفية لعام 1968 في نيو مكسيكو سيتي. فازت جين بالميدالية الذهبية كعضو في الفريق الأمريكي الفائز في سباق التتابع الحر 4 × 100 متر للسيدات، جنبًا إلى جنب مع زملائها ليندا جوستافسون، وسو بيدرسن، وجان هين. سجلت هي وزملاؤها في فريق التتابع رقمًا قياسيًا أولمبيًا جديدًا قدره 4:02.5 في نهائي البطولة. وحصلت على المستوى الفردي، على الميدالية البرونزية لأدائها بالمركز الثالث في سباق 200 متر حرة للسيدات. أنهت جين باركمان السباق في المركز الثالث خلف ديبي ماير وجان هين، لاستكمال اكتساح الأمريكان للحدث.
بعد أربع سنوات، شاركت جين كجزء من الفريق الأمريكي الذي فاز بالميدالية الذهبية في سباق التتابع الحر 4 × 100 متر للسيدات في دورة الألعاب الأولمبية الصيفية لعام 1972 في ميونيخ، جنبًا إلى جنب مع ساندي نيلسون وجيني كيمب وشيرلي باباشوف. سجل نيلسون وكيمب وباركمان وباباشوف رقمًا قياسيًا عالميًا جديدًا قدره 3:55.19 في النهائي، متفوقًا بفارق ضئيل على فريق ألمانيا الشرقية. عملت باركمان كقائدة لفريق 1972 وكانت حاملة الشعلة في طريقها إلى دورة الألعاب الأولمبية في أتلانتا عام 1996.
كانت باركمان سابقًا مدربة لفريق برينستون تايجرز للسباحة والغوص للسيدات في جامعة برينستون.
أنجبت جين ولدين وبنت. وتُقيم الآن في بلدة صغيرة في ولاية بنسلفانيا وتعمل معلمة روضة أطفال وللصف الأول.

## روابط خارجية
- إيفانز، هيلاري؛ جيردي، أريلد؛ هيجمانز، جيروين. مالون، بيل. وآخرون. "جين باركمان". الألعاب الأولمبية في Sports-Reference.com. المرجع الرياضي ذ.م.م. مؤرشف من الأصل بتاريخ 13-11-2012.